# Rakel Benér
Rakel Louise Benér Gajdusek, född 30 september 1985, är en svensk skådespelare.
Benér studerade vid Stockholms dramatiska högskola och utexaminerades 2011. 2013 gjorde hon en av huvudrollerna som Siv i Jonas Gardells Människor i solen på Skillinge Teater. 2014 medverkade hon i föreställningen Vilja väl på Malmö Stadsteater. 2015 debuterade hon på Dramaten i föreställningen Mens – The Musical och har sedan verkat där under flera år. 
Vid sidan av teatern har Benér gjort filmroller som "Hilma" i Maria Larssons eviga ögonblick (2008) och "Rakel" i kortfilmen Kärleken bryr sig inte (2011).
Benér är gift med skådespelaren Oscar Töringe, som hon har tre barn tillsammans med. Paret separerade 2024.

## Filmografi
- 2008 – Maria Larssons eviga ögonblick
- 2011 – Kärleken bryr sig inte (kortfilm)
- 2019 – Mina problem (TV-serie)
- 2022 – Tunna blå linjen (TV-serie)

## Teaterroller (ej komplett)
| År   | Roll                 | Produktion                                                                         | Regi             | Teater   |
| ---- | -------------------- | ---------------------------------------------------------------------------------- | ---------------- | -------- |
| 2017 | Cherubino Brid'Oison | Figaros bröllop (La Folle Journée, ou Le Mariage de Figaro) Pierre de Beaumarchais | Tobias Theorell  | Dramaten |
| 2017 | Hilde                | Frun från havet (Fruen fra havet) Henrik Ibsen                                     | Sofia Jupither   | Dramaten |
| 2017 |                      | Anna Karenina (Анна Каренина) Lev Tolstoj                                          | Tobias Theorell  | Dramaten |
| 2019 |                      | Lauras läppar Malin Axelsson                                                       | Malin Axelsson   | Dramaten |
| 2019 | Madeleine            | Evakuering: De förskräckliga föräldrarna (Les Parents terribles) Jean Cocteau      | Rebecka Hemse    | Dramaten |
| 2020 | Marthe               | Vakten vid Rhen (Watch on the Rhine) Lillian Hellman                               | Jenny Andreasson | Dramaten |
| 2023 | Flickan              | Den stora skrivboken (Le grand cahier) Ágota Kristóf                               | Sofia Jupither   | Dramaten |
| 2024 |                      | Svindel Sara Stridsberg                                                            | Rebecka Hemse    | Dramaten |
| 2025 |                      | Fem scener Norén Lars Norén                                                        | Markus Öhrn      | Dramaten |